# Journal of Pharmacology and Experimental Therapeutics
Journal of Pharmacology and Experimental Therapeutics (abrégé en J. Pharmacol. Exp. Ther.) est une revue scientifique à comité de lecture qui publie des articles dans le domaine des sciences pharmaceutiques.
D'après le Journal Citation Reports, le facteur d'impact de ce journal était de 3,972 en 2014. Actuellement, le directeur de publication est Michael F. Jarvis.